# East Fremantle
East Fremantle är en ort i Australien. Den ligger i kommunen East Fremantle och delstaten Western Australia, omkring 13 kilometer sydväst om delstatshuvudstaden Perth.
Runt East Fremantle är det mycket tätbefolkat, med 1 754 invånare per kvadratkilometer.. Närmaste större samhälle är Perth, omkring 13 kilometer nordost om East Fremantle. 
Runt East Fremantle är det i huvudsak tätbebyggt. Genomsnittlig årsnederbörd är 1 018 millimeter. Den regnigaste månaden är maj, med i genomsnitt 176 mm nederbörd, och den torraste är februari, med 9 mm nederbörd.